# Atelopus tricolor
Atelopus tricolor é uma espécie de sapo da família Bufonidae. Ele é endêmico na Bolivia e no Peru. Seu habitat natural são as florestas úmidas das montanhas, em áreas tropicais e subtropicais, e rios. Está ameaçado pela perda do seu habitat.